# Perfect Day (album)
Pour les articles homonymes, voir Perfect Day.
Albums de Cascada
Everytime We Touch
(2006) Evacuate the Dancefloor
(2009)
Perfect Day est le 2ème album de Cascada sorti en 2007.

## Liste des titres
La version sortie dans les pays d'Amérique du Nord a trois titres inédits Dream on Dreamer, Perfect Day et Faded. Ces chansons remplacent notamment les titres Sk8er Boi (reprise d'Avril Lavigne) et Just Like a Pill (reprise de Pink) pour des raisons de droit d'auteur.

### Édition standard
| #   | Titre                                         | Durée | Note                    |
| --- | --------------------------------------------- | ----- | ----------------------- |
| 1.  | What Hurts the Most                           | 3:26  | Reprise de Mark Will    |
| 2.  | Runaway                                       | 3:32  |                         |
| 3.  | Who Do You Think You Are?                     | 3:24  |                         |
| 4.  | Because The Night                             | 3:25  | Reprise de Patti Smith  |
| 5.  | I Will Believe It                             | 2:57  |                         |
| 6.  | Perfect Day                                   | 3:45  |                         |
| 7.  | What Do You Want From Me?                     | 2:48  |                         |
| 8.  | Sk8er Boi                                     | 3:22  | Reprise d'Avril Lavigne |
| 9.  | Could It Be You                               | 3:47  |                         |
| 10. | He's All That                                 | 3:08  |                         |
| 11. | Just Like a Pill                              | 3:22  | Reprise de Pink         |
| 12. | Endless Summer                                | 3:26  |                         |
| 13. | What Hurts the Most (Yanou's Candlelight mix) | 3:54  |                         |

### Édition Europe / Australie
1. What Hurts the Most
2. Runaway
3. Who Do You Think You Are
4. Because The Night
5. I Will Believe It
6. Perfect Day
7. What Do You Want From Me?
8. Sk8er Boi
9. Could It Be You
10. He's All That
11. Just Like a Pill
12. Endless Summer
13. What Hurts the Most (Yanou's Candlelight mix)
Bonus de la ré-édition
14. Dream on Dreamer
15. Faded
16. Holiday

### Édition US / Canada
1. What Hurts the Most
2. Faded
3. Holiday
4. He's All That
5. Perfect Day
6. Dream on Dreamer
7. Could It Be You?
8. Because The Night
9. Who Do You Think You Are?
10. What Do You Want From Me?
11. Runaway
12. What Hurts the Most (Yanou's Candlelight Mix)

### Édition Japon
Inclus 5 remixes supplémentaires (titres 14 à 18).
1. What Hurts the Most
2. Runaway
3. Who Do You Think You Are?
4. Because The Night
5. I Will Believe It
6. Perfect Day
7. What Do You Want From Me?
8. Sk8er Boi
9. Could It Be You
10. He's All That
11. Just Like a Pill
12. Endless Summer
13. What Hurts the Most (Yanou's Candlelight Mix)
14. Runaway (DJ Yoshinori Remix)
15. Everytime We Touch (Styles & Breeze Remix)
16. Miracle (US Club Mix)
17. Ready for Love (Klubbingman Remix)
18. What Hurts the Most (DJ Uto Remix)

### Édition Singapour, Malaysie, Thaïlande, Inde, Chine et Taiwan
Double CD digipak.
- Disc 1 : Titres 1 à 12 de la version originale
- Disc 2 : Bonus CD Single What Hurts the Most

## Classement des ventes
| Année | Classement         | Meilleure position |
| ----- | ------------------ | ------------------ |
| 2007  | Irlande Top 75     | 6                  |
| 2007  | Royaume-Uni Top 75 | 9                  |
| 2008  | Allemagne Top 50   | 30                 |
| 2008  | Autriche Top 75    | 16                 |
| 2008  | États-Unis Top 100 | 70                 |
| 2008  | France Top 150     | 17                 |
| 2008  | Suisse Top 100     | 81                 |